# Fritz Pregl
Fritz Pregl (Lubiana, 3 settembre 1869 – Graz, 13 dicembre 1930) è stato un chimico e fisiologo sloveno.
Nato a Lubiana, il 3 settembre 1869, frequentò all'Università di Graz la facoltà di medicina. Ancor prima di laurearsi nel 1894, divenne assistente di fisiologia e istologia. Pregl acquisì conoscenze di chimica sotto la guida del Professor Skraup.
Girando la Germania, conobbe e studiò con Gustav von Hüfner, Wilhelm Ostwald e Hermann Emil Fischer.
Negli ultimi anni del XIX secolo fu un pioniere nel campo della fisiologia dello sport, con le sue ricerche sulla migliorabilità delle prestazioni fisiche indotte da sostanze testicolari.
Nel 1905 ritornò a Graz, dove lavorò all'Istituto Medico-Chimico sotto K.B. Hofmann. In questo periodo studiò gli acidi biliari e dei corpi albuminici. In quest'ambito mise a punto metodi analitici che necessitano piccole quantità di materiale per l'analisi elementare, in particolare la tecnica delle combustioni successive, che gli valse nel 1923 il Premio Nobel per la Chimica.
Dal 1910 al 1913 Pregl fu professore all'Università di Innsbruck, dove sviluppò il metodo per la microanalisi quantitativa di sostanze organiche, sul quale continuò a lavorare dopo che fu richiamato a Graz nel 1913. A Graz divenne Decano della Facoltà di Medicina e Vice cancelliere.
Morì il 13 dicembre 1930 a Graz.